# Laura Codruța Kövesi
Laura Codruța Kövesi (izgovarjava: [ˈLa.ura koˈdrut͡sa ˈkøveʃi]) romunska tožilka; * 15. maj 1973, Sfântu Gheorghe, Romunija.
Je prva evropska glavna tožilka in nekdanja glavna tožilka romunskega državnega direktorata za boj proti korupciji ( romunsko Direcția Națională Anticorupție - DNA ), položaj, na katerem je delala od leta 2013 do odpovedi po odredbi pravosodnega ministra Tudorela Toaderja 9. julija 2018. Pred tem je bila Kövesi med letoma 2006 in 2012 generalna tožilka Romunije ( generalni prokurator ) pri Visokem kasacijskem in sodnem sodišču .
Kövesi je bila po imenovanju leta 2006 prva ženska tožilka in najmlajša generalna tožilka v zgodovini Romunije. Je tudi edina javna uslužbenka, ki je to funkcijo opravljala ves čas svojega mandata. 
Kövesijevo je The Guardian leta 2015 opisal kot "tiho, skromno glavno tožilko, ki skrbi za skalpe", ki vodi "protikorupcijski zagon, ki mu po celi vzhodni Evropi - pravzaprav po celem svetu - ni para".  Njeno delovanje na čelu DNA je znatno povečalo zaupanje javnosti v institucijo tako znotraj Romunije kot po vsej EU, pri čemer je leta 2015 anketa pokazala, da med državljani Romunije visokih 60 odstotkov zaupa DNA (61% Romunski pravoslavni cerkvi in Romuniji, le 11% pa parlamentu ).  Ministrstvo za pravosodje je februarja 2016 Kövesi imenovalo za glavno tožilko na podlagi pozitivnih rezultatov, doseženih pod njenim vodstvom.  
V začetku leta 2018 je ministrica za pravosodje Tudorel Toader predlagala njeno razrešitev kot glavna tožilka DNA, potem ko je na podlagi 20 kategorij in obtožb predstavila poročilo o svoji vodstveni dejavnosti v DNA.  Med obtožbami so bili: pretirano avtoritarno vedenje, diskretnost glavne tožilke DNA, vpletenost v preiskave drugih tožilcev, prednostno razvrščanje spisov glede na vpliv v medijih, kršenje odločb ustavnega sodišča Romunije in podpisovanje nezakonitih dogovorov s Tajnimi službami. Predsednik Iohannis je sprva ni hotel razrešiti, vendar ga je k temu prisilila odločba ustavnega sodišča s pojasnilom, da kot predsednik lahko samo preveri zakonitost predloga, ne pa tudi argumente, ki so sodišče pripeljali do njega.
Evropsko sodišče za človekove pravice je 5. maja 2020 odločilo, da je omenjena razrešitev kršila pravico Kövesi do poštenega sojenja in pravico do svobode govora.  Oktobra 2019 je Kövesi premagala konkurenta, francoskega sodnika Jean-Françoisa Bohnerta, za mesto prve evropske glavne tožilke. 

## Življenje in študije
Kövesijeva, rojena v Sfântu Gheorghe kot Laura Codruța Lascu, je v mladosti profesionalno igrala košarko v klubu v Mediașu in v Sibiuju in bila članica reprezentance mlajših igralk, ki je leta 1989 na Evropskem prvenstvu FIBA Europe za ženske pod 16 let osvojila drugo mesto. Med 1991 in 1995 je študirala pravo na univerzi Babes-Bolyai v Cluj Napoci. Leta 2012 je Kovesi doktorirala iz prava (študirala je na Zahodni univerzi v Timișoari ) z disertacijo o boju proti organiziranemu kriminalu.
Codruța Lascu se je poročila z Eduardom Kövesijem, etničnim Madžarom, in po ločitvi leta 2007 obdržala njegov priimek. Govori romunsko in angleško. 

## Poklicna dejavnost
Od 15. septembra 1995 do 1. maja 1999 je bila Kövesi tožilka na sodišču v Sibiuju.Med majem 1999 in oktobrom 2012 je Kövesi vodila podružnico direktorata za preiskovanje organiziranega kriminala in terorizma (DIICOT) v okrožju Sibiu .2. oktobra 2012 je zamenjala Ilieja Botoșa na mestu generalne tožilke na tožilstvu pri Visokem kasacijskem sodišču .

### Direcția Națională Anticorupție (Državni direktorat za boj proti korupciji)
Pod vodstvom gospode Kövesi je DNA v Romuniji dosegla vidne napredke v boju proti korupciji na visoki ravni. </ref>  saj je samo v letu 2014 obtožila na ducate županov (kot je Sorin Oprescu ), pet poslancev, dva bivša ministra in nekdanjega premiera. Na stotine nekdanjih sodnikov in tožilcev je prav tako privedla pred sodišče s stopnjo obsodb nad 90%. V letu 2015 je bilo preiskanih 12 poslancev parlamenta, vključno z ministri: "raziskali smo dva ministra na položaju, eden od njiju je s svojega položaja šel neposredno v preiskovalni pripor", je dejala Kövesi. 
V letnem poročilu DNA za leto 2015 je Kövesi navedla, da je v primerih, ki so končali na sodišču, šlo za podkupnine v skupni višini 431 milijonov evrov. 
Victor Ponta, nekdanji romunski premier in najvišji državni uradnik, ki je trenutno pod preiskavo in pregonom DNK, jo je obtožil, da je "popolnoma neprofesionalna tožilka, ki si skuša ustvariti ime z izmišljotinami in iznajdenimi dejstvi in neresničnimi situacijami izpred desetih let". Ti komentarji je objavil na svoji strani na Facebooku, potem ko ga je DNA obtožila ponarejanja, pranja denarja in utaje davkov. 

## Kontroverze
Leta 2018 je vlada pod vodstvom Socialdemokratske stranke ustanovila "Oddelek za preiskovanje sodnih prekrškov" z nalogo preiskovati tožilce. Beneška komisija je to odločitev kritizirala, ker bo po njenem mnenju ogrozila neodvisnost romunskih tožilcev in sodnikov ter zaupanje javnosti v sodstvo. 
Vlada je kljub temu vztrajala in 13. februarja 2019 je Laura Codruţa Kövesi dobila vabilo oddelka kot osumljenka v primeru, kjer so jo obtožili protizakonitega ravnanja v uradu, podkupovanja in lažnega pričanja na osnovi pritožbe Sebastiana Ghiță, politika na begu in poslovneža, ki je bil preganjan zaradi korupcije.  7. marca 2019 so gospo Kövesi poklicali in zaslišali tožilci oddelka za preiskovanje sodnih prekrškov; na koncu so ji dali vedeti, da je osumljena v drugi, drugačni preiskavi, v kateri so jo obtožili koordinacije "organizirane skupine tožilcev", ki je ljudi preganjala nezakonito. 
Disciplinski oddelek tožilstva pri Visokem kasacijskem sodišču Romunije in je 24. junija 2019 izdal izjavo o enem od ukrepov, usmerjenih proti Lauri Codruti Kövesi. Tožilci so zavrnili disciplinski postopek, ki ga je sprožila sodna inšpekcija proti nekdanji predstojnici DNA. Romunsko visoko kasacijsko sodišče jo je štelo za nedolžno.

## Zasluge in odlikovanja
- 2016: Legija časti najvišja čast Francoske republike iz rok francoskega veleposlanika v Bukarešti Françoisa Saint-Paula. Odlikovanje je bilo izkazano za veliko predanost in »izjemen pogum« v boju proti korupciji ter za njen prispevek k civilni družbi.
- 2016: Red polarne zvezde (švedsko Nordstjärneorden), ki ga je švedski kralj podelil za boj proti korupciji v Romuniji.
- 2016: Evropejka leta, Reader's Digest.
- 2015: Nagrada Skupine za socialni dialog
- 2014: Nagrada ameriškega veleposlaništva Pogumne ženske Romunije.
- 2012: Odlikovanje Državni red romunske zvezde v rangu viteza, ki ga je podelil nekdanji romunski predsednik Traian Băsescu.
- 2011: Odlikovanje častnik nacionalnega reda za zasluge, ki ga je podelil francoski predsednik.
- 2011: Zahvala za izjemno pomoč in podporo organom pregona pri tajnih službah ZDA, ki jo je podelil direktor tajnih služb ZDA.
- 2008: Nagrada za boj proti cyber kriminalu, oktobra 2008, ki jo je podelilo podjetje McAfee, ZDA
- 2007: Zahvala za izjemno pomoč in podporo organom pregona pri tajnih službah ZDA, ki jo je podelil direktor tajnih služb ZDA.